# Carracedelo
Carracedelo é um município da Espanha na província de León, comunidade autónoma de Castela e Leão, de área 32,37 km² com população de 3518 habitantes (2004) e densidade populacional de 108,68 hab/km². É um dos municípios do Bierzo onde se fala galego.

## Demografia
| Variação demográfica do município entre 1991 e 2004 | Variação demográfica do município entre 1991 e 2004 | Variação demográfica do município entre 1991 e 2004 | Variação demográfica do município entre 1991 e 2004 |
| --------------------------------------------------- | --------------------------------------------------- | --------------------------------------------------- | --------------------------------------------------- |
| 1991                                                | 1996                                                | 2001                                                | 2004                                                |
| 3459                                                | 3533                                                | 3633                                                | 3518                                                |